# Odontogriphus
Genre
Espèce
Odontogriphus signifie « énigme dentée ». C'est un genre fossile d'animaux d'environ 6 cm de long à corps ovale, allongé et aplati, découvert dans les schistes de Burgess datés du Cambrien moyen, il y a environ 505 Ma (millions d'années).

## Description
Une paire de « palpes » (probablement des organes sensoriels) figurent sur les bords de l'extrémité frontale. La bouche en forme de « U » est légèrement creuse et entourée de petites structures coniques pointues, il s'agirait de petits tentacules constituant un système de collecte de nourriture.

## Référence
- (en) Conway-Morris, 1976 : A new Cambrian lophophorate from the Burgess shale of British Columbia. Palaeontology, 19-2 pp 199-222.

1. 1 2  Stephen Jay Gould (trad. de l'anglais par Marcel Blanc), La vie est belle : Les surprises de l'évolution [« Wonderful Life »], Éditions du Seuil, 1989, 469 p. (ISBN 978-2-02-035239-0), partie 3, « Acte III : La saison des fouilles de Conway Morris dans les armoires de Walcott : des indices se changent en loi générale et le renversement de perspective commence à opérer ».